# Kristers Serģis
Kristers Serģis (14. januar 1974 i Cēsis i Lettiske SSR) er en lettisk tidligere motocrosskører. Han deltog ved VM i sidevognscross i årene fra 1992 til 2008, og har haft Artis Rasmanis, Normunds Bērziņš, Ramon van Mill, Sven Verbrugge og Kaspars Stupelis som passagerer i sidevognen. Kristers Serģis blev verdensmester i sidevognscross fem gange (1997, 1998, 2000, 2001 og 2002), og indtog andenpladsen fire gange (1999, 2003, 2005 og 2008) samt tredjepladsen i 2007. Hans træner gennem alle årene var hans far Jānis Serģis.
Kristers Serģis er siden den 29. oktober 1997 Kommandør af Trestjerneordenen.